# Івало (аеропорт)

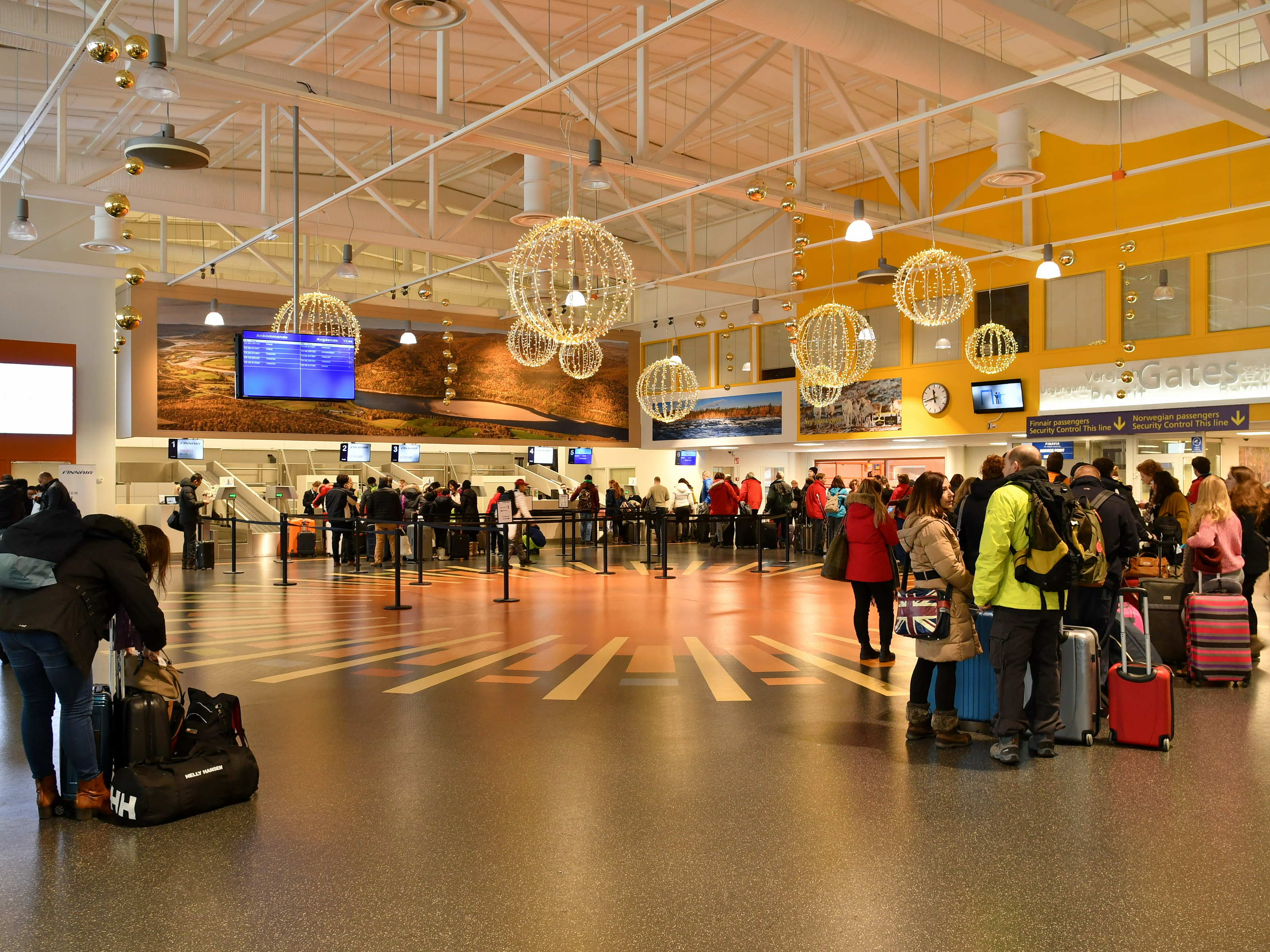
Зал реєстрації

Івало  (IATA: IVL, ICAO: EFIV; фін. Ivalon lentoasema, півн.-саам. Avvila girdingieddi) — аеропорт в селищі Івало, Інарі, Фінляндія. Розташовано за 11 км NW від Івало, муніципального центру Інарі, і за 25 км на північ від Сааріселькя. Найпівнічніший аеропорт Фінляндії.

## Авіалінії та напрямки, серпень 2022
| Авіакомпанія | Пункт призначення                              |
| ------------ | ---------------------------------------------- |
| Finnair      | Гельсінкі Сезонний: Кіттіля                    |
| Jet2.com     | Сезонний чартер: Манчестер                     |
| Lufthansa    | Сезонний: Франкфурт                            |
| Transavia    | Сезонно: Париж-Орлі Сезонний чартер: Амстердам |
| TUI Airways  | Сезонний: Лондон-Гатвік, Манчестер             |

## Статистика

### Пасажирообіг
Див. джерело запитів Вікіданих та джерела.
| Рік  | Внутрішній пасажирообіг | Міжнародний пасажирообіг | Загальний пасажирообіг | Зміна    |
| ---- | ----------------------- | ------------------------ | ---------------------- | -------- |
| 2005 | 123,257                 | 28,954                   | 152,211                | −1.2% ▼  |
| 2006 | 121,908                 | 31,427                   | 153,335                | +0.7% ▲  |
| 2007 | 117,305                 | 28,565                   | 145,870                | −4.9% ▼  |
| 2008 | 113,374                 | 24,279                   | 137,653                | −5.6% ▼  |
| 2009 | 110,004                 | 20,588                   | 130,592                | −5.1% ▼  |
| 2010 | 92,838                  | 19,102                   | 111,940                | −14.3% ▼ |
| 2011 | 103,815                 | 21,720                   | 125,535                | +11.2% ▲ |
| 2012 | 121,957                 | 23,498                   | 145,455                | +15.9% ▲ |
| 2013 | 117,249                 | 29,065                   | 146,314                | +0.6% ▲  |
| 2014 | 118,112                 | 24,607                   | 142,719                | -2.5% ▼  |
| 2015 | 123,272                 | 31,936                   | 155,208                | +8.8% ▲  |
| 2016 | 139,037                 | 40,590                   | 179,627                | +15.7% ▲ |
| 2017 | 160,906                 | 49,660                   | 210,566                | +17.2% ▲ |